# Zuidzijde (Bodegraven-Reeuwijk)
Zuidzijde is een buurtschap behorende tot de gemeente Bodegraven-Reeuwijk in de Nederlandse provincie Zuid-Holland. Het ligt tussen Bodegraven en Weijpoort aan de zuidkant van de Oude Rijn en heeft 300 inwoners. De buurtschap is ook bekend als Molenbrug.

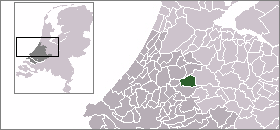
Locatie Bodegraven
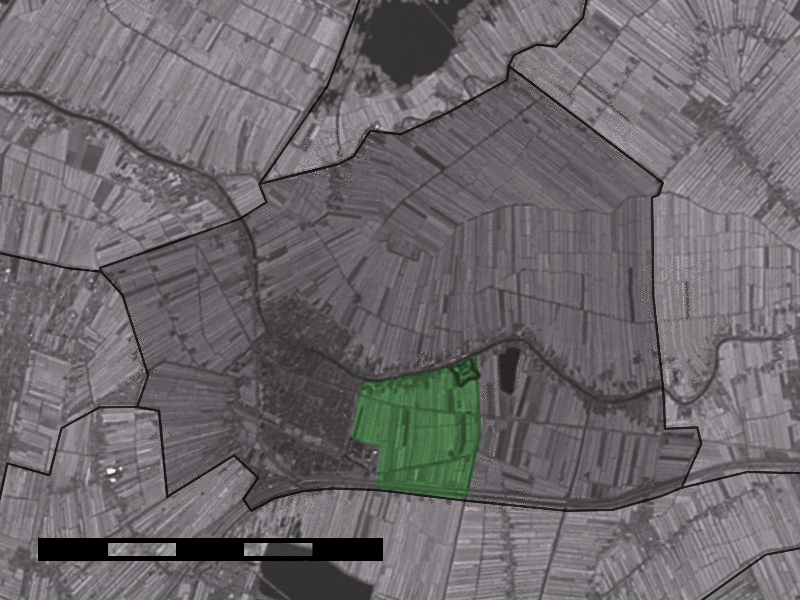
Locatie Zuidzijde binnen de gemeente

Dorpen: Bodegraven · De Meije · Driebruggen · Nieuwerbrug · Reeuwijk-Brug · Reeuwijk-Dorp · Sluipwijk · Waarder

Buurtschappen: Abessinië · De Bree · Foreest · Hogebrug · Langeweide · Middelburg (deels) · Molenbrug · Noordzijde · Oosteinde · Oud-Reeuwijk · Oud-Bodegraven · Oudeweg · Oukoop · Platteweg · Randenburg · Tempel · Twaalfmorgen · Vogelzang/Blindeweg · Westeinde · Weijland · Weijpoort · Zuidzijde

Zuid-Holland: Steden en dorpen      Nederland: Provincies · Gemeenten